# Esilarca
Esilarca (in lingua ebraica: ראש גלות, Rosh Galut; in lingua aramaica: ריש גלותא, Resh Galuta o Resh Galvata, letteralmente "capo dell'esilio"; in arabo رأس الجالوت‎?, Raʾs al-Jālūt, greco Αἰχμαλωτάρχης, Aichmalotàrches, lett. "capo dei prigionieri") era il titolo dato al rappresentante religioso e responsabile politico degli Ebrei rimasti a Babilonia dopo che l'imperatore persiano achemenide Ciro il Grande concesse agli israeliti di tornare in patria nel 538 a.C., ponendo così fine al loro esilio.
I Resh Galuta seguitarono ad operare anche in periodo islamico abbaside, quando la regione di Babilonia prese il nome di Iraq. Basati nella stessa regione erano i gaonim (o geonim): titolo attribuito ai presidenti delle Accademia talmudiche locali, che erano il punto di riferimento spirituale per tutte le comunità ebraiche disseminate in tutto il mondo conosciuto.